# Torneo di Vienna 1882
Il Torneo di Vienna 1882 è stato un importante torneo internazionale di scacchi disputato a Vienna.

## Descrizione
Il torneo fu organizzato in occasione del venticinquesimo anniversario della fondazione del circolo scacchistico di Vienna, dal 10 maggio al 24 giugno 1882. Il torneo venne finanziato da Ignatz von Kolisch e dal presidente del club Albert Salomon von Rothschild, che donarono 7.500 franchi francesi da dividere tra i primi sei giocatori. L'imperatore Francesco Giuseppe I fu patrono dell'evento e donò 2.000 fiorini austriaci come premio aggiuntivo (Kaiserpreis).
Il torneo fu organizzato come un doppio girone all'italiana, in cui ogni avversario affrontava due volte (col bianco e con il nero) ogni avversario; il tempo limite fu di quindici mosse per ogni ora di gioco, con due ore di pausa ogni 4 ore. Tutte le partite non completate dopo otto ore di gioco venivano aggiornate per essere completate durante il successivo giorno di riposo.
Noa, Fleissig, Bird, Schwarz e Wittek si ritirarono tutti durante la seconda fase del torneo, e le loro partite rimanenti furono tutte considerate perse. Il torneo fu vinto a pari merito da Wilhelm Steinitz e Simon Winawer, che chiusero a pari punti. Era previsto un play-off in caso di parità e i due giocatori disputarono due partite aggiuntive, con una vittoria per ciascuno, poi decisero di spartirsi in parti uguali il premio. Il Kaiserpreis andò a Zukertort per i suoi risultati contro i primi tre classificati.
Il pareggio contro Mackenzie del 12 maggio pose fine alla striscia di 25 vittorie consecutive di Steinitz, che poi perse addirittura tre partite consecutive contro Zukertort, Hruby e Ware.

## Tabella del torneo
| #  | Giocatore          | 1  | 2  | 3  | 4  | 5  | 6  | 7  | 8  | 9  | 10 | 11 | 12 | 13 | 14 | 15 | 16 | 17 | 18 | Totale |
| -- | ------------------ | -- | -- | -- | -- | -- | -- | -- | -- | -- | -- | -- | -- | -- | -- | -- | -- | -- | -- | ------ |
| 1  | Wilhelm Steinitz   | ** | 1½ | ½½ | 0½ | ½1 | 10 | ½½ | 11 | 01 | 1½ | 01 | 10 | 11 | 11 | 11 | 01 | 11 | 11 | 24     |
| 2  | Simon Winawer      | 0½ | ** | 1½ | 0½ | 10 | 11 | 10 | 01 | 1½ | 11 | 11 | 11 | 11 | 11 | 11 | 11 | 01 | 0½ | 24     |
| 3  | James Mason        | ½½ | 11 | ** | 0½ | ½1 | ½½ | ½½ | 11 | 11 | 10 | 01 | 11 | ½1 | 1½ | 0½ | 11 | 01 | ½1 | 23½    |
| 4  | Johannes Zukertort | 1½ | 0½ | 1½ | ** | ½½ | 0½ | 0½ | 11 | 11 | 00 | 11 | 01 | 01 | 11 | 11 | 11 | 11 | 01 | 22½    |
| 5  | George Mackenzie   | ½0 | 1½ | ½0 | ½½ | ** | 10 | ½1 | 1½ | ½0 | 11 | 11 | 01 | 01 | 11 | 10 | 1½ | 11 | 11 | 22½    |
| 6  | Joseph Blackburne  | 01 | 01 | ½½ | 1½ | 01 | ** | ½½ | 0½ | 10 | 01 | 10 | 11 | 1½ | 11 | 10 | 11 | 01 | 11 | 21½    |
| 7  | Berthold Englisch  | ½½ | 00 | ½½ | 1½ | ½0 | ½½ | ** | 11 | ½0 | ½½ | ½½ | 0½ | ½½ | 01 | 11 | 11 | 11 | ½1 | 19½    |
| 8  | Louis Paulsen      | 00 | 01 | 00 | 00 | 0½ | 1½ | 00 | ** | ½½ | ½1 | ½1 | 11 | ½1 | ½1 | ½1 | 11 | ½1 | ½1 | 18½    |
| 9  | Alexander Wittek   | 10 | 10 | 00 | 00 | ½1 | 01 | ½1 | ½½ | ** | ½0 | 01 | 10 | ½½ | ½½ | ½1 | 1½ | ½1 | 11 | 18½    |
| 10 | Max Weiss          | 0½ | 0½ | 01 | 11 | 00 | 10 | ½½ | ½0 | ½1 | ** | 0½ | 11 | 0½ | 0½ | 01 | 00 | 11 | 11 | 16½    |
| 11 | Vincenz Hrubý      | 10 | 00 | 10 | 00 | 00 | 01 | ½½ | ½0 | 10 | 1½ | ** | 10 | ½½ | 11 | 01 | 10 | 01 | 11 | 16     |
| 12 | Mikhail Chigorin   | 01 | 00 | 00 | 10 | 10 | 00 | 1½ | 00 | 01 | 00 | 01 | ** | 11 | 00 | 11 | 1½ | 01 | 01 | 14     |
| 13 | Adolf Schwarz      | 00 | 00 | ½0 | 10 | 10 | 0½ | ½½ | ½0 | ½½ | 1½ | ½½ | 00 | ** | ½0 | 11 | ½0 | 01 | 11 | 14     |
| 14 | Philipp Meitner    | 00 | 00 | 0½ | 00 | 00 | 00 | 10 | ½0 | ½½ | 1½ | 00 | 11 | ½1 | ** | 01 | 01 | 01 | 11 | 13     |
| 15 | Henry Bird         | 00 | 00 | 1½ | 00 | 01 | 01 | 00 | ½0 | ½0 | 10 | 10 | 00 | 00 | 10 | ** | 11 | ½1 | 01 | 12     |
| 16 | Preston Ware       | 10 | 00 | 00 | 00 | 0½ | 00 | 00 | 00 | 0½ | 11 | 01 | 0½ | ½1 | 10 | 00 | ** | 01 | 11 | 11     |
| 17 | Josef Noa          | 00 | 00 | 10 | 00 | 00 | 10 | 00 | ½0 | ½0 | 00 | 10 | 10 | 10 | 10 | ½0 | 10 | ** | ½0 | 9      |
| 18 | Bernhard Fleissig  | 00 | 10 | ½0 | 10 | 00 | 00 | ½0 | ½0 | 00 | 00 | 00 | 10 | 00 | 00 | 10 | 00 | ½1 | ** | 7      |